# Тунгужей
Тунгужей (рум. Tungujei) — село у повіті Ясси в Румунії. Входить до складу комуни Цибенешть.
Село розташоване на відстані 293 км на північ від Бухареста, 30 км на південний захід від Ясс.

## Населення
За даними перепису населення 2002 року у селі проживали 711 осіб, усі — румуни. Усі жителі села рідною мовою назвали румунську.